# Moustapha Name
Moustapha Name (ur. 5 maja 1995 w Dakarze) – senegalski piłkarz grający na pozycji środkowego pomocnika. Od 2020 jest zawodnikiem klubu Paris FC.

## Kariera klubowa
Swoją karierę piłkarską Name rozpoczął w klubie AS Dakar Sacré Coeur. W 2010 roku zadebiutował w nim w trzeciej lidze senegalskiej. W sezonie 2010/2011 awansował z nim do drugiej ligi. W 2014 roku przeszedł do Aveniru Dakar, a w 2016 roku został zawodnikiem pierwszoligowego AS Douanes.
Latem 2018 Name przeszedł do francuskiego Pau FC, grającego w Championnat National. Swój debiut w nim zaliczył 3 sierpnia 2018 w przegranym 0:1 wyjazdowym meczu z Marignane Gignac FC. W zespole Pau grał przez dwa lata.
W 2020 roku Name został piłkarzem drugoligowego Paris FC. Zadebiutował w nim 22 sierpnia 2020 w zwycięskim 3:0 wyjazdowym meczu z FC Chambly.
| Sezon   | Klub                 | Kraj    | Rozgrywki            | Mecze | Gole |
| ------- | -------------------- | ------- | -------------------- | ----- | ---- |
| 2010/11 | AS Dakar Sacré Coeur | Senegal | 3. liga              | ?     | ?    |
| 2011/12 | AS Dakar Sacré Coeur | Senegal | Ligue 2              | ?     | ?    |
| 2012/13 | AS Dakar Sacré Coeur | Senegal | Ligue 2              | ?     | ?    |
| 2013    | AS Dakar Sacré Coeur | Senegal | Ligue 2              | ?     | ?    |
| 2013/14 | AS Dakar Sacré Coeur | Senegal | Ligue 2              | ?     | ?    |
| 2014/15 | Avenir Dakar         | Senegal | 3. liga              | ?     | ?    |
| 2015/16 | Avenir Dakar         | Senegal | 3. liga              | ?     | ?    |
| 2016/17 | AS Douanes           | Senegal | Championnat National | ?     | ?    |
| 2017/18 | AS Douanes           | Senegal | Championnat National | ?     | ?    |
| 2018/19 | Pau FC               | Francja | Championnat National | 33    | 4    |
| 2019/20 | Pau FC               | Francja | Championnat National | 23    | 4    |
| 2020/21 | Paris FC             | Francja | Ligue 2              | 31    | 4    |

## Kariera reprezentacyjna
W reprezentacji Senegalu Name zadebiutował 11 listopada 2020 w wygranym 2:1 meczu kwalifikacji do Pucharu Narodów Afryki 2021 z Gwineą Bissau, rozegranym w Thiès. W 2022 roku został powołany do kadry na Puchar Narodów Afryki 2021, który wygrał z Senegalem i na którym nie rozegrał żadnego spotkania.